# Xã Center, Quận O'Brien, Iowa
Xã Center (tiếng Anh: Center Township) là một xã thuộc quận O'Brien, tiểu bang Iowa, Hoa Kỳ. Năm 2010, dân số của xã này là 392 người.